# Мюзидора
Мюзидо́ра (фр. Musidora, справжнє ім'я — Жанна Рок (фр. Jeanne Roques); 23 лютого 1889, Париж, Франція — 11 грудня 1957, там же) — французька акторка, зірка німого кіно, режисерка, сценаристка, кінопродюсерка.

## Життєпис
Жанна Рок народилася 23 лютого 1889 року в сім'ї Жака Рока — автора популярних у той час народних пісень, мати була феміністкою та громадською діячкою. Після середньої школи та навчання в паризькій Школі образотворчих мистецтв Жанна Рок вивчала акторське ремесло в консерваторії, заснованій актором Мевісто-старшим, вихованцем «Вільного театру» Андре Антуана.
Жанна Рок дебютувала на театральній сцені в 1908 році, виступала під псевдонімом Мюзидора, який взяла з поеми французького письменника Теофіля Готьє, в різних театрах паризьких кварталів Гобелен, Монпарнас і Гренель. Потім танцювала в театрах, таких, як «Шатле», і в мюзик-холах, таких як «Ля Сігаль». У неї був свій номер в «Фолі-Бержер», де вона грала з Ремю, і де її й «відкрили» в 1914 році режисер Луї Фейяд і власник кінофірми Леон Гомон, підписавши з нею довготривалий контракт. З 1914 року Мюзидора стає акторкою трупи «Гомон» разом з такими акторами, як Рене Наварр, Рене Кресте, Рене Карл, Іветт Андрейєр, Жорж Мельхіор, Жан Ем, Марсель Левек.
У Мюзидори були ефектні зовнішні і прекрасні драматичні дані, у фільмах вона демонструвала здатність до трансформації й перевтілення, з успіхом грала як трагедійні, так і комічні ролі.

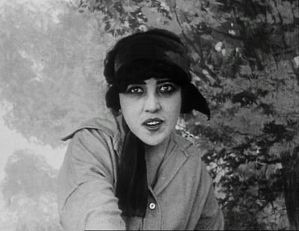
Мюзидора в образі Ірми Вап в серії фільмів 1915—1916 рр. «Вампіри»

Найбільшого успіху Мюзидора здобула у багатосерійних фільмах Луї Фейяда — Ірма Вап (анаграма французького слова «Вампіри») у «Вампірах» (10 серій, 1915) і подвійна роль Діана Монті та мадемуазель Вердьє в «Жюдексі» (24 серії, 1916). Після приголомшливого успіху у фільмах Фейяда Мюзидора покинула кінофірму «Гомон», маючи намір зіграти на хвилі успіху серйозні драматичні ролі в кіно і згодом стати режисеркою.
З 1917 року Мюзидора знімалася у Франції й Італії. Виконала головну роль в екранізації роману Колетт «Блукачка» (1917, реж. Еудженіо Перрего і Уго Фалена), що отримала високі оцінки кінокритики, зокрема Луї Деллюка, який писав, що це був «справжній кінематографічний тріумф». 
З 1918 року Мюзидора виступала як кінорежисерка, сценаристка і продюсерка власних фільмів, які стали помітним явищем в кіно 1920-х, проте серйозного комерційного успіху акторці не принесли: «Віцента» (1918), «Приховане полум'я» (1919), екранізація роману П'єра Бенуа «За дона Карлоса» (1921), «Земля биків» (1922), «Сонце і тінь» (1923). Останні три фільми Мюзидора знімала в Іспанії.
У 1926 році Мюзидора повернулася у Францію, де знялася у своєму останньому фільмі «Колиска бога» (1926, реж. Фред Леруа-Гранвілль). Її  слава поступово стала згасати. Акторка продовжувала деякий час грати в театрі та виступати в мюзик-холі.
У 1927 році Мюзидора вступила в шлюб та пішла з кінематографа. Вона писала статті про кіно, романи, п'єси, видала біографію Жорж Санд, написала мемуари «Дивовижна юність».
У 1940-х-50-х роках Мюзидора працювала науковою співробітнийею з історичних досліджень Французької сінематеки. У 1951 році вона знялася в документальному фільмі «Магічний образ», присвяченому історії кінематографу.
Мюзидора померла 11 грудня 1957 в Парижі та похована на цвинтарі в Буа-ле-Руа.

## Особисте життя
20 квітня 1927 року Мюзидора одружилася з доктором Клеманом Маро. Народила сина Клемана Маро-молодшого. Розлучилися в 1944 році.

## Фільмографія (вибіркова)

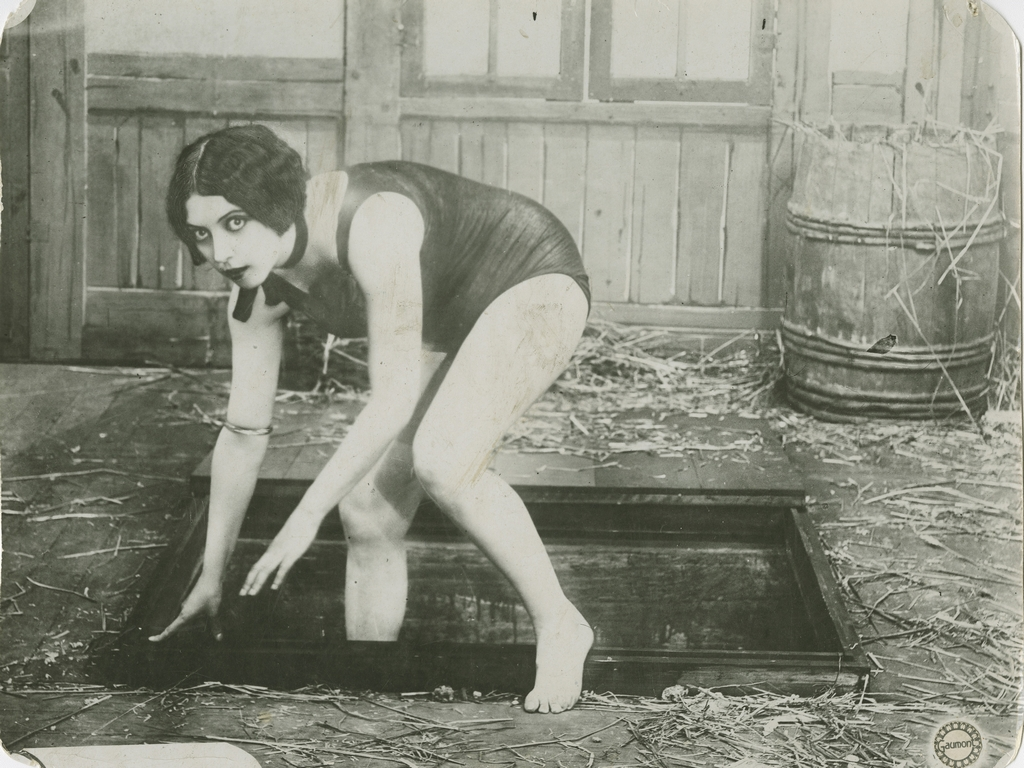
Мюзидора у фільмі «Жюдекс», 2016

Акторка
| Рік  |     | Українська назва                | Оригінальна назва                          | Роль                               |
| ---- | --- | ------------------------------- | ------------------------------------------ | ---------------------------------- |
| 1910 | ф   | Чорна рука                      | La Main noire                              |                                    |
| 1913 | ф   | Знамено                         | Le Drapeau                                 |                                    |
| 1913 | ф   | Тяжкий хрест                    | Les Misères de l'aiguille                  | швейна працівниця                  |
| 1914 | ф   | Северо Тореллі                  | Severo Torelli                             | Портія                             |
| 1914 | ф   | Місто мадам Танго               | La Ville de Madame Tango                   | Тнгоманія                          |
| 1914 | ф   | Друга перемога                  | L'Autre Victoire                           |                                    |
| 1914 | ф   | Священний союз                  | L'Union sacrée                             | машиністка                         |
| 1914 | ф   | Три щури                        | Les Trois Rats                             |                                    |
| 1914 | ф   | Ти ніколи не вийдеш за адвоката | Tu n'épouseras jamais un avocat            | Естель Морелль                     |
| 1914 | ф   | Уроки війни                     | Les Leçons de la guerre                    |                                    |
| 1915 | ф   | Бар'єр                          | La Barrière                                |                                    |
| 1915 | ф   | Бубуль                          | Bouboule                                   |                                    |
| 1915 | ф   | Дві француженки                 | Deux Françaises                            | мадам Кастель                      |
| 1915 | ф   | Двійник                         | Le Sosie                                   |                                    |
| 1915 | ф   | Перлинне намисто                | Le Collier de perles                       |                                    |
| 1915 | ф   | Підкова                         | Le Fer à cheval                            |                                    |
| 1915 | ф   | Срібне весілля                  | Les Noces d'argent                         | жінка Фердинанда                   |
| 1915 | ф   | Трофей зуава                    | Le Trophée du zouave                       |                                    |
| 1915 | ф   | Вампіри                         | Les vampires                               | Ірма Веп                           |
| 1915 | ф   | Пустощі Філош                   | L'escapade de Filoche                      | мадам Пішпа                        |
| 1916 | ф   | Жюдекс                          | Judex                                      | Дана Монті / Марі Вердьє           |
| 1916 | ф   | Викручуйся як хочеш             | Débrouille-toi                             | мадемуазель Фрікетт                |
| 1916 | ф   | Дівчата вчора і сьогодні        | Jeunes filles d'hier et d'aujourd'hui      |                                    |
| 1916 | ф   | Дочка Єви                       | Fille d'Ève                                |                                    |
| 1916 | ф   | Якщо Ви мене не кохаєте...      | Si vous ne m'aimez pas                     | Симона                             |
| 1916 | ф   | Лагурдет, джентльмен-вор        | Lagourdette, gentleman cambrioleur         | подруга Лагурдета                  |
| 1916 | ф   | Мінна                           | Minne                                      |                                    |
| 1916 | ф   | Полковник Бонтам                | Le Colonel Bontemps                        | донька полковника                  |
| 1916 | ф   | Заручини Аженора                | Les Fiançailles d'Agenor                   | Амелі                              |
| 1916 | ф   | Поет і його божевільна кохана   | Le Poète et sa folle amante                |                                    |
| 1916 | ф   | Витівки пінгвіна                | Les Fourberies de Pingouin                 |                                    |
| 1916 | ф   | Проста помилка                  | Simple erreur                              |                                    |
| 1916 | ф   | Подружжя на день                | Les Mariés d'un jour                       |                                    |
| 1916 | ф   | Крихке серце                    | Cœur fragile                               |                                    |
| 1916 | ф   | Це весна                        | C'est le printemps                         |                                    |
| 1917 | ф   | Бродяга                         | La Vagabonde                               |                                    |
| 1917 | ф   | Мій дядечко                     | Mon oncle                                  |                                    |
| 1917 | ф   | Чорне трико                     | Le Maillot noir                            | грає сама себе                     |
| 1917 | ф   | Шакали                          | Les Chacals                                | Долорес Мельроз, наречена Гемптона |
| 1918 | ф   | Дівчина, гідна похвали Франції  | La Jeune Fille la plus méritante de France |                                    |
| 1918 | ф   | Жоан, син Жоана                 | Johannes fils de Johannes                  | Габріель Буде                      |
| 1918 | ф   | Катівня                         | La Geôle                                   | Сарі-Анже Гаель                    |
| 1918 | ф   | Мадмуазель Шифон                | Mam'zelle Chiffon                          | модістка Шифон                     |
| 1918 | ф   | Таємний вогонь                  | La Flamme cachée                           | Анна Морен, студентка              |
| 1919 | ф   | Віцента                         | Vicenta                                    | Віцента, дівчинка з ресторану      |
| 1920 | ф   | За дона Карлоса                 | Pour Don Carlo                             | Аллегрія Дешар                     |
| 1922 | ф   | Пригода Мюзидори в Іспанії      | Une aventure de Musidora en Espagne        | грає сама себе                     |
| 1922 | ф   | Тінь і світло                   | Soleil et ombre                            | Хуана                              |
| 1924 | ф   | Земля биків                     | La terre des taureaux                      | грає сама себе, «потвора»          |
| 1925 | ф   | Тіні минулого                   | Les ombres du passé                        |                                    |
| 1926 | ф   | Колиска бога                    | Le berceau de dieu                         | DelilahДеліла                      |
| 1950 | док | Магічний образ                  | La vieille gitane                          |                                    |

Режисерка, сценаристка, продюсерка
| Рік  | Назва українською | Оригінальна назва | Режисер | Сценарист | Продюсер |
| ---- | ----------------- | ----------------- | ------- | --------- | -------- |
| 1918 | Бродяга           | La vagabonda      | Так     | Так       |          |
| 1918 | Приховане полум'я | La flamme cachée  | Так     |           |          |
| 1919 | Віцента           | Vincenta          | Так     | Так       | Так      |
| 1920 | За дона Карлоса   | Pour don Carlos   | Так     | Так       | Так      |